# كابراليس
جبن كابراليس (بالإسبانية: queso de Cabrales) هو نوع من الجبن الأزرق يُصنع يدويًا وفقًا للتقاليد الحرفية على يد مزارعين ريفيين في منطقة أستورياس بإسبانيا. يمكن أن يُصنع هذا الجبن من حليب الأبقار الخام غير المبستر، أو يُخلط بالطريقة التقليدية مع حليب الماعز و/أو الأغنام، مما يمنح الجبن نكهة أقوى وأكثر حدة.
ويشترط أن يأتي الحليب المستخدم في إنتاج جبن كابراليس حصريًا من قطعان تُربى داخل منطقة صغيرة مخصصة للإنتاج في أستورياس، تقع في جبال بيكوس دي يوروبا.